# Полігексаметиленгуанідин
Полігексаметиленгуанідин (ПГМГ) — похідне гуанідину, в основному використовується в якості біоцидного дезінфектанту, в основному у формі його солей полігексаметиленгуанідин фосфату (ПГМГ-Ф) або полігексаметиленгуанідин гідрохлориду (ПГМГ-ГХ, метацид).
Дослідження показали, що розчин ПГМГ виявляє фунгіцидну та бактерицидну властивість, активність щодо і грамнегативних і грампозитивних бактерій. Ця речовина має миючі, анти-корозійні та флокулюючі властивості та ефективна проти біоплівок. Солі ПГМГ є білим порошком і як всі солі полігуанідинів добре розчиняються у воді.

## Історія синтезу
Полігексаметиленгуанідин гідрохлорид був синтезований з ціанідних похідних гуанідину фірмою Schering Kahlbaum AG (патент DE 494918 °C «Verfahren zur Darstellung von Guanidinen» від 31 березня 1930), автор винаходу Dr. Herbert Schotte, пріоритет від 29 жовтня 1926 року. Удосконалена технологія синтезу конденсацією гексаметилендіаміну (ГМДА) з гексаметилендиціанамідом розроблена співробітниками фірми DuPont (Bolton, Coffman, Lucius) (патент US2325586 A «Polymeric Guanidines and process for preparing the same» від 3 серпня 1939) У СРСР у 70-ті роки розроблено технологію отримання на основі конденсації ГМДА з гуанідином (Гембицький та співавтори, 1974).

## Токсичність
На відміну від пов'язаного полімеру полігексаметилен бігуанідина (ПГМБ), ПГМГ був описаний як нова речовина з властивостями і потенційними ефектами з мало вивченими віддаленими наслідками його застосування. Попередні висновки вказують на те, що ПГМГ та його похідні в першу чергу завдають пошкодження клітинним мембранам шляхом інгібування активності клітинних дегідрогеназ.
ПГМГ при аерозольному та інгаляційному впливі пошкоджує легені, викликаючи загибель клітин слизової оболонки бронхіол і призводить до пошкодження альвеол з супутнім облітеруючим бронхіолітом, часто зі смертельним результатом як наслідок необоротного обструктивного захворювання легень. (рубцевої тканини) та/або запаленням.

## Використання
ПГМГ використовується в Росії з 2001 року в лікарнях для дезінфекції і був широко використаний в Південній Кореї як дезінфікуючий засіб для запобігання мікробного забруднення в побутових зволожувачах повітря. ПГМГ був «спочатку призначений для обробки резервуару води зволожувача, але замість цього використовувався населенням як добавка у воду для придушення зростання мікроорганізмів».
З 1 лютого 2013 року Європейська комісія заборонила використання PHMG у всіх його попередніх сферах застосування в країнах Європейського Союзу. Європейська комісія заборонила розміщення на ринку та використання PHMG для всіх видів біоцидних застосувань.

## Спалах хвороб легень зі смертельними наслідками у Південній Кореї
Висока токсичність ПГМГ для легень була зафіксована під час спалаху тяжких захворювань у Південній Кореї, виявлених у дітей навесні 2006—2011 років та у дорослих навесні 2011 року; смертність серед дітей склала 58 відсотків, тоді як серед дорослого населення 53 відсотки померли або їм знадобилася пересадка легенів. Розтин та санітарно-епідеміологічні заходи, проведені південнокорейським CDC, а також дослідження на тваринах показали, що причиною стало використання ПГМГ у зволожувачах повітря. Він був заборонений у 2011 році і захворювання припинилися.
Відповідальність за те, що сталося у травні 2016 року, взяла на себе Reckitt Benckiser як одна з компаній, які продавали цей продукт у Південній Кореї. Керівник корейського підрозділу на прес-конференції вибачився перед постраждалими та їхніми сім'ями. Запропонував грошову компенсацію сім'ям загиблих та всім постраждалим. Це був перший в історії випадок, коли компанія визнала, що її продукти, що містять ПГМГ, були шкідливі.

## Солі ПГМГ

### ПГМГ-ГХ (полігексаметиленгуанідин гідрохлорид)

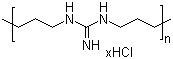

хімічна формула = (C7H15N3)nх(HCl)
ПГМГ-ГХ (PHMG) — полігексаметиленгуанідин гідрохлорид є сіллю полігексаметиленгуанідину (ПГМГ) і використовується як біоцид і дезінфікуючий засіб у широкому діапазоні рН.

## Антидот
Оскільки ПГМГ та його солі, як і інші хлорорганічні сполуки інгібують фермент цитохромоксидазу, що відповідає за клітинне дихання, найдоцільніше використовувати Бурштинову кислоту та її солі спільно з Аскорбіновою як антидот. І зокрема Реамберін (включаючи інгаляційну форму введення).

## Опис
Бактерицидні властивості гуанідинових речовин обумовлені руйнівним електрохімічним впливом на оболонку клітини (клітинну мембрану), яка грає роль молекулярного фільтра, що захищає цитоплазматичну мембрану від руйнівних токсинів. Щоб вплинути на клітину, антибактеріальний препарат має проникнути крізь цей шар.
Внаслідок своїх електрохімічних властивостей, контактуючи з поверхнею клітинної оболонки, молекули ПГМГ викликають відтік компонентів, що забезпечують цілісність клітинної мембрани. Можна сказати, що молекули ПГМГ «обманюють» компоненти зовнішнього шару оболонки клітини і замість того, щоб зв'язуватися з внутрішнім (пептидоклікановим) шаром, зв'язуються з молекулами, що знаходяться зовні, тим самим утворюючи проломи, через які залишкові кількості ПГМГ проникають до цитоплазматичної мембрани. Далі молекули ПГМГ порушують цілісність цитоплазматичної мембрани.
На першому етапі спостерігається витік молекул із низькою молекулярною вагою, насамперед іонів калію (К+). Вже при бактеріостатичних кількостях ПГМГ з клітини йде близько 40 % калію, що міститься в ній (К+).
Зі збільшенням концентрації ПГМГ вміст клітини з великою молекулярною вагою (наприклад, нуклеотиди) надходить у надсадкову рідину навколо неї. Клітини зі значним (більше 15 % вище за нормальний рівень) витоком нуклеотидів виявляються несправно пошкодженими.
Клітини бактерії чутливіші до ПГМГ, ніж грибкова цвіль. Клітини ссавців ще чутливіші до ПГМГ, ніж мікробні. Перорально ПГМГ має низьку токсичність, але при примусовому вдиханні викликає як у експериментальних тварин так і у людей некротичні ураження бронхів, що призводить до запалення та фіброзу легень. ПГМГ (невідомо, яка саме сіль), стала причиною важких захворювань та смертей у Південній Кореї, пов'язаних з його неправильним тривалим використанням у зволожувачах повітря, що і призвело до некротичної смерті клітин легень, зважаючи на їх особливу чутливість при концентраціях вже менше 2 ppm (2 мг/м3). Для знищення грибків потрібна концентрація від 50 до 200 проміле.
ПГМГ-ГХ у концентраціях 200-5000 ppm використовується у розчинах для обробки шкіри та дезінфекції медичних інструментів.
Виробляється у Росії (2 підприємства), Південній Кореї, (1 підприємство), Китаї (5 основних підприємства). Китайська продукція містить 99,3 % ДР.